# Knížectví Zeta

Mapa Horní Zeta (zelená, známá později jako Černá Hora) a Dolní Zeta (oranžová) v 15. století

Knížectví Zeta, případně Zetské knížectví (srbsky Књажевина Зета, černohorsky Knjaževina Zeta) je historické označení pro středověký státní útvar nacházející se na Balkáně v jihovýchodní Evropě, zhruba na území současné Černé Hory, a nástupnický stát zaniklé Srbské říše. Jméno země bylo odvozeno od černohorské řeky Zety. 
Do roku 1356 byla Zeta jako provincie součástí Srbské říše,
- Knížectví Zeta (1356–1421) – jí vládla dynastie Balšićů,

v rozmezí let 1421–1435 byla Zeta součástí Srbského despotátu,
- Knížectví Zeta (1431–1498) – jí vládla dynastie Crnojevićů.

Roku 1498 byla Zeta dobyta Osmanskými Turky a začleněna do jejich říše. Později vzniklý stát v této oblasti byl již znám jako Černá Hora.